# Няжлову (Димбовіца)
Няжлову (рум. Neajlovu) — село у повіті Димбовіца в Румунії. Входить до складу комуни Мортень.
Село розташоване на відстані 70 км на захід від Бухареста, 33 км на південний захід від Тирговіште, 121 км на схід від Крайови, 114 км на південь від Брашова.

## Населення
За даними перепису населення 2002 року у селі проживали 537 осіб, усі — румуни. Усі жителі села рідною мовою назвали румунську.